# 角峰

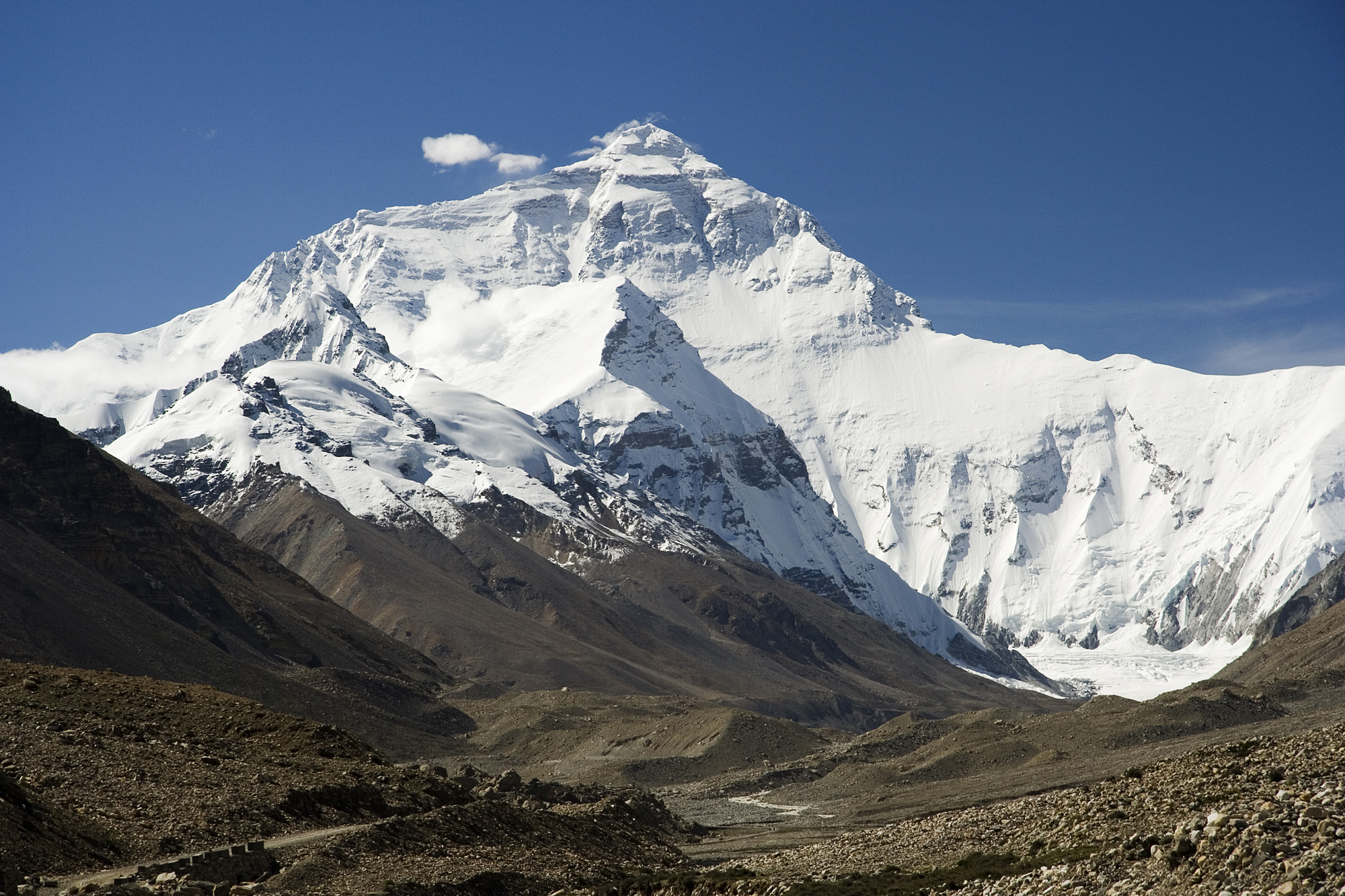
珠穆朗玛峰

角峰是指金字塔状的山峰。通常是由于冰斗不断扩大后退，逐渐侵蚀山岭形成陡坡使顶峰突出如金字塔状的尖顶。世界第一高峰珠穆朗玛峰就是一座高出冰斗底部达300米的角峰。